# Henning Gerdes
Henning Gerdes (* 1591; † 1663 in Greifswald) war ein deutscher Jurist und Bürgermeister von Greifswald.

## Leben
Henning Gerdes war ein Sohn des Neubrandenburger Ratsverwandten Johann Gerdes und der Anna Oeverdijks. Gerdes schrieb sich 1612 in die Matrikel der Universität Rostock ein. Der promovierte Jurist war Anwalt am Fürstlich-pommerschen und später königlich-schwedischen Hofgericht. Er wurde Syndikus von Greifswald und war von 1647 bis 1663 Bürgermeister der Stadt, die er auch als Landrat vertrat. 
1646 gehörte er mit Joachim Kuno von Owstin und Berendt von Tessin, dem Direktor des Pommerschen Hofgerichts, einer Abordnung der pommerschen Landstände an, die am Hof in Stockholm die Erhaltung des Instanzenzuges an das Reichskammergericht oder einen gleichwertigen Ersatz forderte. 1653 nahm er an der Eröffnungsfeier des Wismarer Tribunals teil.
Henning Gerdes war in erster Ehe mit Margareta Krauß († 1630) verheiratet. Ihr gemeinsamer Sohn Johannes Gerdes (1624–1673) war Theologe und Orientalist. Seine zweite Ehe schloss er mit Elisabeth Mevius, der Schwester des Juristen David Mevius. Der Ehe entstammte der Jurist Friedrich Gerdes (1634–1695).